# Morella brevifolia
Morella brevifolia är en porsväxtart som först beskrevs av Ernst Meyer och C.Dc., och fick sitt nu gällande namn av D.J.B. Killick. Morella brevifolia ingår i släktet Morella och familjen porsväxter. Inga underarter finns listade i Catalogue of Life.